# Cameron Daddo

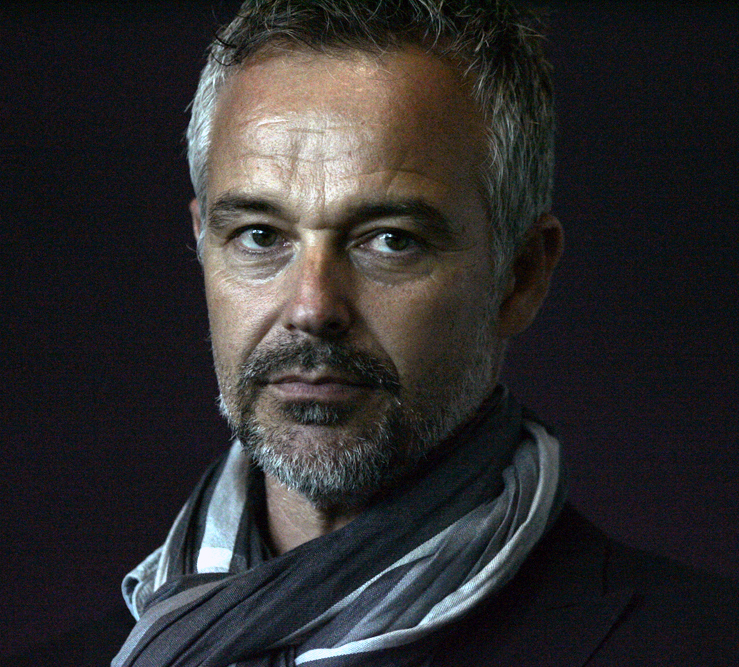
Cameron Daddo

Cameron Daddo, född 7 mars 1965 i Melbourne, Australien, är en australiensisk skådespelare med karriär även i USA. 

## Filmografi
- Bony
- Models Inc
- F/X (TV-serie)